# 沈士充

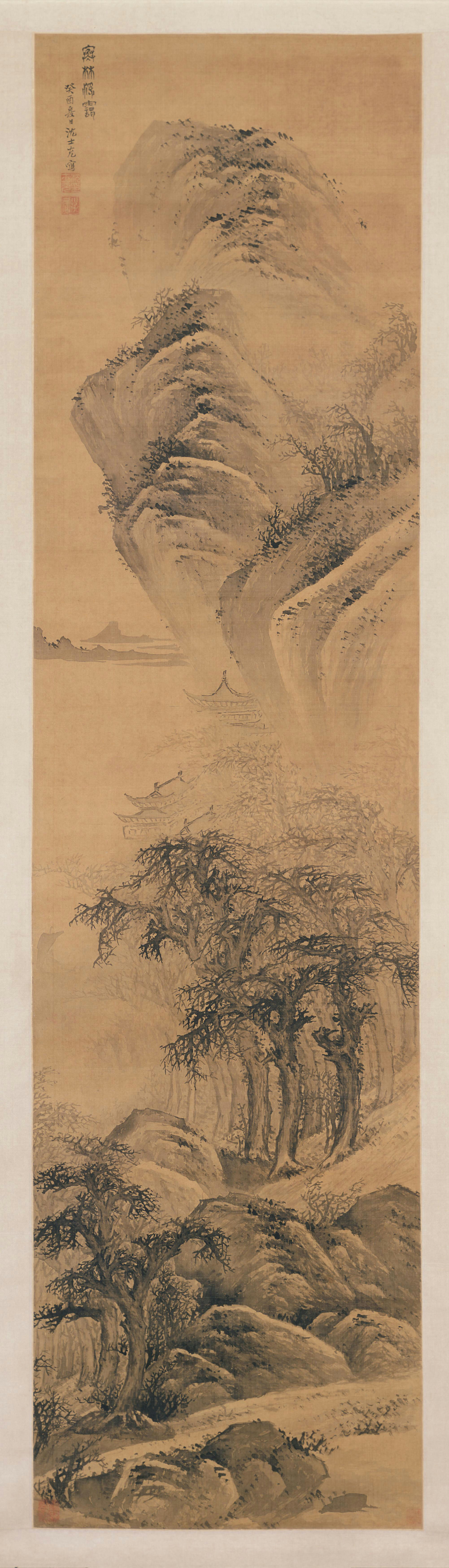
沈士充《寒林浮霭图》（北京故宫博物院藏）

沈士充（?—?），字子居，松江府華亭縣人，松江畫派中的云間派代表人物，是明朝万历至崇祯年间的一位山水画家。沈士充曾師從宋懋晋以及赵左。传世作品有《仿古山水图》、《南京十景图》、《白描大士》、《仿宋元十四家笔意》等。